# ایستگاه کوئینز پارک
ایستگاه کوئینز پارک (انگلیسی: Queen's Park station) یک ایستگاه متروی زیرزمینی در خط یک یانگ–یونیورسیتی متروی تورنتو است.